# Mario Rodríguez López
Mario Rodríguez López (29 agosto 1977) è un ex calciatore cubano, di ruolo difensore.

## Carriera

### Club
Ha sempre giocato nel campionato cubano.

### Nazionale
Ha esordito in Nazionale nel 2000, venendo poi convocato per due edizioni della Gold Cup.